# Boragangieczuw
Boragangieczuw (ros. Борагангечув) – wieś w Rosji, w Dagestanie, w rejonie chasawiurckim, położona blisko granicy z Czeczenią. W 2021 roku liczyła 1936 mieszkańców.

## Geografia
Wieś jest położona w zachodnim Dagestanie, przy granicy z Czeczenią, na południe od wsi Aksaj i na północny zachód od wsi Nuradiłowo, na prawym brzegu rzeki Aksaj.